# Zulfahmi Khairuddin
Pour les articles homonymes, voir Salom.
Muhammad Zulfahmi Mohd Khairuddin (né le 20 octobre 1991 à Banting, Selangor) est un pilote de vitesse moto malaisien.

## Carrière
Il fait ses débuts  au Championnat du monde de vitesse moto en catégorie 125 cm3 dans le Grand Prix de Malaisie où il finit 20e.
En 2010, Zulfahmi concourt pour sa première saison complète au guidon d'une Aprilia pour l'écurie Air Asia-Sepang International Circuit.
En 2010, il obtient son meilleur classement dans le top 15 à Brno au Grand Prix de République tchèque.
En 2011, son meilleur classement est dans le top 10 avec une 7e place au Grand Prix de Malaisie. 
Il évolue en catégorie Moto3.

## Résultats

### Par saison
| Saison | Catégorie | Moto    | Course | Victoire | Podium | Pole | Record du tour | Points | Classement final |
| ------ | --------- | ------- | ------ | -------- | ------ | ---- | -------------- | ------ | ---------------- |
| 2009   | 125 cm3   | Honda   | 12     | 0        | 0      | 0    | 0              | 21     | 22e              |
| 2009   | 125 cm3   | Aprilia | 12     | 0        | 0      | 0    | 0              | 21     | 22e              |
| 2009   | 125 cm3   | Yamaha  | 1      | 0        | 0      | 0    | 0              | 0      | NC               |
| 2010   | 125 cm3   | Aprilia | 16     | 0        | 0      | 0    | 0              | 4      | 24e              |
| 2011   | 125 cm3   | Derbi   | 17     | 0        | 0      | 0    | 0              | 30     | 18e              |
| 2012   | Moto3     | KTM     | 9      | 0        | 0      | 0    | 1              | 66*    | 6e*              |
| Total  |           |         | 43     | 0        | 0      | 0    | 1              | 100    |                  |

- * Saison en cours.

### Par catégorie
| Catégorie | Saisons   | 1er Grand Prix | 1er podium | 1ere victoire | Course | Victoire | Podiums | Pole position | Record du tour | Points | Classement au championnat |
| --------- | --------- | -------------- | ---------- | ------------- | ------ | -------- | ------- | ------------- | -------------- | ------ | ------------------------- |
| 125 cm3   | 2009–2011 | Malaisie 2009  |            |               | 34     | 0        | 0       | 0             | 0              | 34     | 0                         |
| Moto3     | 2012–     | Qatar 2012     |            |               | 9      | 0        | 0       | 0             | 1              | 66     | 0                         |

### Courses par année
(Les courses en italiques indique le record du tour)
| Année | Catégorie | Moto    | 1      | 2      | 3      | 4       | 5       | 6      | 7      | 8      | 9      | 10      | 11      | 12     | 13      | 14     | 15      | 16     | 17     | classement final | Points |
| ----- | --------- | ------- | ------ | ------ | ------ | ------- | ------- | ------ | ------ | ------ | ------ | ------- | ------- | ------ | ------- | ------ | ------- | ------ | ------ | ---------------- | ------ |
| 2009  | 125 cm3   | Yamaha  | QAT    | JPN    | SPA    | FRA     | ITA     | CAT    | NED    | GER    | GBR    | CZE     | IND     | RSM    | POR     | AUS    | MAL 20  | VAL    |        | NC               | 0      |
| 2010  | 125 cm3   | Aprilia | QAT 21 | SPA 20 | FRA 25 | ITA 21  | GBR Ret | NED 22 | CAT 15 | GER 15 | CZE 15 | IND Ret | RSM Ret | ARA 16 | JPN 19  | MAL 16 | AUS DNQ | POR 15 | VAL 20 | 24e              | 4      |
| 2011  | 125 cm3   | Derbi   | QAT 19 | SPA 10 | POR 11 | FRA 19  | CAT Ret | GBR 18 | NED 14 | ITA 18 | GER 24 | CZE 9   | IND 19  | RSM 27 | ARA Ret | JPN 15 | AUS 20  | MAL 7  | VAL 25 | 18e              | 30     |
| 2012  | Moto3     | KTM     | QAT 6  | SPA 10 | POR 4  | FRA Ret | CAT 8   | GBR 9  | NED 11 | GER 6  | ITA 9  | IND     | CZE     | RSM    | ARA     | JPN    | MAL     | AUS    | VAL    | 6e*              | 66*    |

- * Saison en cours.